# Мандельштам Надія Яківна
Мандельшта́м Наді́я Я́ківна (18 жовтня (30 жовтня) 1899, Саратов, Російська імперія — 29 грудня 1980 Москва, СРСР), до шлюбу Хазіна, — російська письменниця-мемуаристка українського походження. Дружина Осипа Мандельштама.

## Біографія
Надія Хазіна була молодшою з чотирьох дітей у сім'ї хрещеного єврея, сина кантоніста; виховувалася у православ'ї. Батько — правник, присяжний повірений, мати — лікарка..
У 1901 році родина Хазіних оселилася в Києві. Тут Надія пройшла курс навчання у приватній дівочій гімназії Жекуліної. Після цього вчилася живопису в майстерні Олександри Екстер.
Саме в Києві у 1919 році Надія Хазіна зустріла Осипа Мандельштама (за її спогадами, знайомство відбулося 1 травня у мистецькому клубі «ХЛАМ» на Миколаївській вулиці). Тут вони були свідками кривавих подій червоного терору, про які Осип Мандельштам потім згадував у вірші «Как по улицам Киева-Вия…», а Надія Мандельштам — у другій книзі мемуарів. Від кінця серпня 1919 року вони перебували у розлуці, але у 1921 році знову зустрілися і з тих пір жили разом, переважно у Москві. Неодноразово бували в Києві, Харкові, Ялті, Коктебелі та інших містах.
У 1934 році, коли чоловіка було репресовано (заарештовано), Надія Яківна вирушила з ним до Чердиня і Воронежа. Після другого арешту Мандельштама у ніч з 1 на 2 травня 1938 року і подальшої смерті поета в пересильному таборі під Владивостоком, Надія Мандельштам присвятила своє життя збереженню та оприлюдненню літературної спадщини чоловіка. До виходу на пенсію у різний час працювала вчителькою іноземних мов, перекладачкою. Мала значний моральний авторитет серед «шестидесятників» та учасників дисидентського руху 1970-х років.
Померла у Москві, похована на Кунцевському кладовищі.

## Творчість
За словами Йосифа Бродського, Надія Мандельштам стверджувала, що вона народилася "у час, коли легше було за вірші загинути, ніж отримати за них гонорар". Мандельштам набула широкої відомості як авторка мемуарів про події, пережиті нею разом із Осипом Мандельштамом. У своїх спогадах була безжально відвертою, не визнавала дипломатичностей чи замовчувань. Через це до її свідоцтв ставляться неоднозначно, часом вказують на надмірну жорсткість суб'єктивних оцінок деяких явищ або осіб. Звичайно, за життя авторки такі мемуари не могли бути надрукованими в СРСР, і вона передала їх до західних видавництв. До двох прижиттєвих книг була додана третя, посмертна, підготовлена з матеріалів архіву Надії Мандельштам.
- Спогади (рос. «Воспоминания») (перше книжкове видання: Нью-Йорк, ви-цтво Чехова, 1970).
- Друга книжка (рос. «Вторая книга») (Париж: YMCA-PRESS, 1972).
- Перша книжка (рос. «Книга третья») (Париж: YMCA-PRESS, 1987).

## Погляди на Україну
|  | ...Називають своєю столицею Київ тільки справжні, щирі українці з неповторно широким "и" та з особливою хитринкою. Те, в чому Мандельштам чув відгомін давньоруської мови, для них — рідна, окрема, різко відмінна від російської мова. Для мене завжди було загадкою, чому цей вольовий, енергійний, багато в чому жорстокий народ, волелюбний, музичний, своєрідний і дружний, не створив своєї державності, тоді як добрий, розсіяний на величезних просторах, по-своєму антисоціальний російський народ виробив неймовірні й дієві форми державності, завжди по суті своїй однакові — від московської Русі до нинішнього дня. (Суть у повній відірваності правителів і народу, при якій одні роблять що їм заманеться, а інші терплять і злегка бурчать). Мандельштам Н. Вторая книга. — Москва: Московский рабочий, 1990. — С.70. (Пер. з рос.) |